# Bán kính thủy lực
Bán kính thủy lực của một lòng dẫn là đại lượng được tính bằng tỉ số giữa diện tích mặt cắt ướt và chu vi ướt của lòng dẫn đó.
Công thức chung dùng để tính bán kính thủy lực là:
{\displaystyle R={\omega  \over \chi }}
trong đó:
- {\displaystyle \omega } là diện tích mặt cắt ướt (đơn vị thường dùng là m²)
- {\displaystyle \chi } là chu vi ướt (m)
- {\displaystyle R} là bán kính thủy lực (m)

## Đối với đường ống, kênh dẫn nhân tạo
- Nếu ống dẫn tròn có đường kính {\displaystyle d} và dòng nước luôn chảy đầy ống (dòng chảy có áp) thì bán kính thủy lực:

{\displaystyle R={\frac {d}{4}}}
- Với kênh dẫn hình chữ nhật có bề rộng {\displaystyle b} và chiều sâu nước trong kênh {\displaystyle h}:

{\displaystyle R={\frac {bh}{b+2.h}}}
- Với kênh dẫn hình thang có bề rộng đáy {\displaystyle b}, độ dốc mái {\displaystyle m} và chiều sâu nước trong kênh {\displaystyle h}:

{\displaystyle R={\frac {{(b+mh)}.h}{b+2.h.{\sqrt {1+m^{2}}}}}}

## Đối với sông ngòi tự nhiên
Các sông ngòi tự nhiên thường có bề rộng sông rất lớn so với độ sâu nên bán kính thủy lực của sông thường được lấy bằng chiều sâu trung bình của đoạn sông:
{\displaystyle R\approx h}
Như vậy trong mọi trường hợp lòng dẫn hở (nghĩa là kênh dẫn hoặc sông ngòi), bán kính thủy lực luôn có quan hệ trực tiếp với chiều sâu nước trong lòng dẫn.